# Vito Simone
Vito Simone (24 november 1970) is een Belgisch voormalig voetballer met Italiaanse roots die speelde als middenvelder.

## Carrière
Simone speelde voor KRC Genk, FC Beringen, KVO Aarschot en Maasland Maasmechelen.